# チーズ・イン・ザ・トラップ
『チーズ・イン・ザ・トラップ』（朝鮮語: 치즈인더트랩）は、韓国のポータルサイト「NAVER（webtoon）」にて、soonkki（スンキ、朝鮮語: 순끼）が2010年7月から2017年3月まで発表したウェブコミック。世界で11億PVを超えている。内容はフルカラーで、後述のコミックスでも同様。
日本でも翻訳され、2017年に「LINEマンガ」で公開、その後「XOY」に移籍し再公開された。日本語版のコミックスもKADOKAWAから発売。

## あらすじ
アルバイトをしながら大学に通うマジメな女の子ホン・ソルは、ある日偶然、皆に慕われる完璧な先輩ユ・ジョンの冷徹な本性に気づいてしまう。その日を境にユ・ジョンから嫌がらせを受けるようになったソルはついに休学を決意するが、その矢先、思いがけず授業料免除の知らせが届く。休学をやめたソルの前に現れたのは、以前とは別人のように優しくなったユ・ジョンだった。ことあるごとに自分を助けてくれるユ・ジョンを怪しみながらも、次第に彼のことが気になり始めるソル。そんな中、ユ・ジョンと深い因縁のある幼なじみペク・イノが現れ、ソルに急接近する。

## 登場人物
名前の括弧内は日本語版。演はテレビドラマ版 / 映画版の俳優。声はコミックスのPV版の声優。
ホン・ソル（赤山雪）
演 - キム・ゴウン / オ・ヨンソ
声 - 悠木碧
本作の主人公。平凡な女子大生。経営学科3年。
ユ・ジョン（青田淳）
演 - パク・ヘジン（テレビドラマ・映画と共通）
声 - 細谷佳正
完璧スペックな男。経営学科4年
ペク・イノ（河村亮）
演 - ソ・ガンジュン / パク・ギウン
元天才ピアニスト。
ペク・イナ（河村静）
演 - イ・ソンギョン / ユ・イニョン
イノの姉。ジョンに片思いしている。
チャン・ボラ（伊吹聡美）
演 - パク・ミンジ / パク・サンダラ
ソルの親友。経営学科3年。
クォン・ウンテク（福井太一）
演 - ナム・ジュヒョク / キム・ヒョンジュン
ボラの彼氏。経営学科2年。

## コミックス

### 日本
2巻ずつ同時発売。ウェブでの翻訳版と違い、韓国版コミックスの翻訳で、セリフは横書き。フルカラーで、各巻400ページ越。
| 巻数   | 発売日         | ISBN              |
| ------ | -------------- | ----------------- |
| 第1巻  | 2018年8月22日  | 978-4-04-893754-2 |
| 第2巻  | 2018年8月22日  | 978-4-04-893755-9 |
| 第3巻  | 2018年10月22日 | 978-4-04-893756-6 |
| 第4巻  | 2018年10月22日 | 978-4-04-893757-3 |
| 第5巻  | 2019年7月22日  | 978-4-04-912707-2 |
| 第6巻  | 2019年7月22日  | 978-4-04-912708-9 |
| 第7巻  | 2019年8月22日  | 978-4-04-912709-6 |
| 第8巻  | 2019年8月22日  | 978-4-04-912710-2 |
| 第9巻  | 2019年9月21日  | 978-4-04-912810-9 |
| 第10巻 | 2019年9月21日  | 978-4-04-912811-6 |

## テレビドラマ
2016年1月4日から3月1日までの16エピソードで月曜日と火曜日に、韓国のケーブルネットワーク tvNで放映された。日本では『恋はチーズ・イン・ザ・トラップ』のタイトルで展開された。

## 映画
2018年3月14日に韓国で映画が公開された。日本でも同年7月14日に公開している。